# Чамот, Хосе
Хосе́ Анто́нио Чамо́т (исп. José Antonio Chamot; род. 17 мая 1969[…], Консепсьон-дель-Уругвай, Энтре-Риос) — аргентинский футболист, защитник, футбольный тренер. Выступал за клубы «Росарио Сентраль», «Пиза», «Фоджа», «Лацио», «Атлетико», «Милан» и «Леганес». Также выступал за национальную сборную. Провёл за неё 43 матча, забил 2 гола. Участник трёх чемпионатов мира — 1994, 1998, 2002. Был серебряным призёром на Кубке Короля Фахда 1995 и Олимпийских играх 1996 года.
Иногда встречается употребление варианта фамилии Шамот, что связано с французскими корнями футболиста. Однако в Аргентине принята испанизированная форма фамилии, которую использует и сам футболист.

## Карьера

### Клубная
Первым клубом Чамота был «Росарио Сентраль». В его составе он играл с 1986 по 1991 год. После этого уехал в Италию и стал игроком «Пизы», которая выступала в Серии B. Через два года Хосе перешёл в «Фоджу». После одного сезона он ушёл в «Лацио». Со столичным клубом Чамот выиграл Кубок Италии в сезоне 1997/98, после чего его купил «Атлетико». Через пару лет игрок перешёл в «Милан» и выиграл с ним Кубок Италии и Лигу чемпионов. После «Милана» он на один сезон перешёл в «Леганес», а потом вернулся в «Росарио», где и завершил карьеру.

### Международная
Хосе Чамот дебютировал в сборной в 1993 году. Через год он поехал с командой на чемпионат мира в США. Там Хосе сыграл 4 матча. Ещё через год он принял участие в Кубке короля Фахда. На турнире он провёл 3 матча, и в финале был удалён за две жёлтые карточки. В том же году Чамот был участником Кубка Америки. В 1996 году участвовал в Олимпийских играх, где Аргентина дошла до финала, но уступила сборной Нигерии. На следующем чемпионате мира Хосе сыграл 4 матча и также не забил голов. На ЧМ 2002 года Чамот сыграл один матч, и после окончания турнира завершил карьеру в сборной. За 9 лет в составе «альбиселесты» он сыграл 43 матча и забил 2 гола.

## Достижения
«Лацио»
- Обладатель Кубка Италии: 1997/98

«Милан»
- Обладатель Кубка Италии: 2002/03
- Победитель Лиги чемпионов: 2002/03